# Cheer Up
"Cheer Up" (estilizado em letras maiúsculas) é uma canção gravada pelo grupo feminino sul-coreano Twice. Foi lançado pela JYP Entertainment em 25 de abril de 2016, como o single de seu segundo extended play Page Two. Foi escrita e composta por Sam Lewis e Black Eyed Pilseung respectivamente.
A canção liderou a Gaon Digital Chart e é o single de melhor desempenho de 2016 na Coreia do Sul. Ela também ganhou vários prêmios, incluindo Canção do Ano em dois grandes shows de prêmios musicais, Melon Music Awards e Mnet Asian Music Awards.

## Composição
"Cheer Up" tem letras escritas por Sam Lewis e música por Black Eyed Pilseung, a mesma equipe que escreveu o single "Like Ooh-Ahh" de Twice de seu EP de estreia. É uma música dance-pop que incorpora vários gêneros, incluindo hip hop, tropical house e drum and bass; essa mistura foi descrita como "color pop". Liricamente, a música expressa uma provocação e frustração sobre um interesse amoroso.

## Videoclipe
O videoclipe de "Cheer Up" foi dirigido pela equipe de produção de vídeo Naive (Kim Young-jo e Yoo Seung-woo). Ele se tornou viral no YouTube logo após ter sido carregado em 25 de abril de 2016, ganhando 400.000 visualizações em apenas trinta minutos. Atingiu um milhão de visualizações em menos de um dia e ultrapassou sete milhões em 27 de abril.
No videoclipe, as integrantes retratam personagens de filmes e programas de TV famosos. Mina é Itsuki Fujii de Love Letter, Sana é Sailor Moon da série Sailor Moon, Nayeon é Sidney Prescott da série de filmes Scream, Tzuyu é Holly Golightly de Breakfast at Tiffany's e Jeongyeon é Faye de Chungking Express. Momo é uma heroína de ação que lembra as séries de filmes Tomb Raider e Resident Evil, Jihyo é uma líder de torcida de Bring It On, Chaeyoung é uma vaqueira (uma reminiscência de diferentes filmes de faroeste, especialmente A Fistful of Dollars), e Dahyun é a gisaeng Hwang Jin-yi (do filme biográfico Hwang Jin Yi). Nas cenas de dança em grupo, as integrantes são líderes de torcida em uma reunião de estudantes em um estádio de futebol e um estádio de basquete e em outra cena de dança, eles estão em frente a uma casa, decoradas como se estivessem dando uma festa, vestindo roupas casuais.
Um videoclipe especial, intitulado "Twice Avengers", foi lançado em 27 de maio para comemorar o videoclipe original, que atingiu 35 milhões de visualizações no YouTube. No vídeo especial, as integrantes dançam em seus trajes de personagens do filme em um cenário feito para parecer um planeta no espaço sideral.
Em 17 de novembro de 2016, o vídeo ultrapassou 100 milhões de visualizações. Em seguida, ultrapassou 200 milhões de visualizações em 9 de agosto de 2017, tornando o Twice o primeiro grupo feminino de K-pop com dois videoclipes a atingir esse marco. O videoclipe também ficou no topo do videoclipe mais popular do YouTube em 2016 na Coreia do Sul.

## Recepção

### Crítica

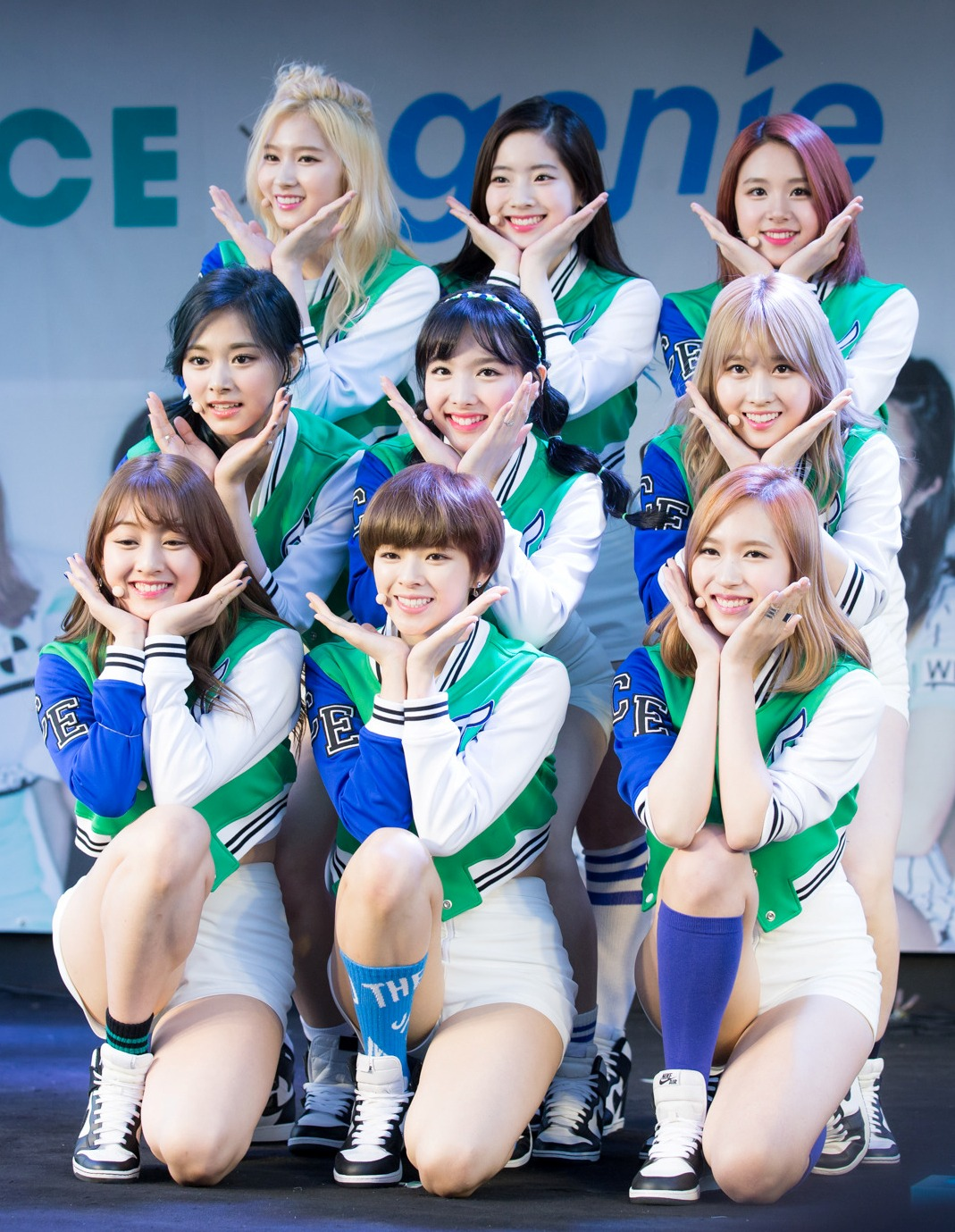
Twice apresentando "Cheer Up" em maio de 2016

Tamar Herman da Billboard descreveu "Cheer Up" como um lançamento atípico de um grupo feminino de K-pop que "solidifica o estilo único de Twice" por meio de sua mistura inesperada de batidas e gêneros. Ela observou ainda que o videoclipe ajudou a reforçar as identidades independentes das integrantes, enquanto a música mostrava a voz individual de cada integrante, "[renunciando] à totalidade musical em prol da excentricidade".
Os jornalistas da Fuse Jason Lipshutz, Tina Xu e Jeff Benjamin discutiram o lançamento no lodcast centrado em K-pop K-Stop, descrevendo "Cheer Up" como uma reminiscência pop dos anos 90 que lembra Britney Spears "...Baby One More Time" . Eles elogiaram o tom divertido e cativante do single, o intervalo do rap e a "incrível" qualidade de produção de seu videoclipe, mas criticaram seus vocais altamente processados e letras polêmicas, que parecem encorajar mulheres jovens a "brincar" (ou seja, fingir desinteresse) com seus parceiros românticos. Eles concluíram que, embora o grupo tenha muito potencial, elas precisariam "aprimorá-lo" para lançamentos futuros.
Billboard e Dazed incluíram "Cheer Up" em suas listas de melhores canções de K-pop de 2016.
O verso "shy shy shy" da música se tornou um meme viral e foi imitado por muitas celebridades.

### Comercial
"Cheer Up" foi um sucesso comercial, estreando no topo da Gaon Digital Chart. Ela liderou a tabela por três semanas não consecutivas. A música acumulou 1.839.566 de vendas digitais e 111.556.482 de streams em 2016, tornando-se o single de melhor desempenho do ano. Em outro lugar, entrou na World Digital Song Sales da Billboard em terceiro lugar.
"Cheer Up" ultrapassou 2.500.000 downloads em agosto de 2017 na Gaon Music Chart. Em 2018, tinha 2.737.015 downloads digitais e 160 milhões de streams.

## Versão japonesa
Em 24 de fevereiro de 2017, o Twice anunciou oficialmente que sua estreia no Japão estava marcada para 28 de junho. Elas lançaram uma compilação intitulada #Twice, que consiste em dez canções, incluindo versões em coreano e japonês de "Cheer Up". As letras japonesas foram escritas por Yu Shimoji.

## Reconhecimentos

### Prêmios e indicações
| Ano  | Premiação                   | Categoria                                    | Resultado | Ref.   |
| ---- | --------------------------- | -------------------------------------------- | --------- | ------ |
| 2016 | 8ª Melon Music Awards       | Prêmio de Melhor Canção (Canção do Ano)      | Venceu    | [ 33 ] |
| 2016 | 8ª Melon Music Awards       | Melhor Dança - Feminino                      | Indicado  | [ 33 ] |
| 2016 | 18ª Mnet Asian Music Awards | Canção do Ano                                | Venceu    | [ 4 ]  |
| 2016 | 18ª Mnet Asian Music Awards | Melhor Performance de Dança - Grupo Feminino | Indicado  | [ 4 ]  |
| 2017 | 31ª Golden Disc Awards      | Daesang Digital (Canção do Ano)              | Venceu    | [ 34 ] |
| 2017 | 31ª Golden Disc Awards      | Bonsang Digital                              | Venceu    | [ 34 ] |
| 2017 | 26ª Seoul Music Awards      | Gravação do Ano em Lançamento Digital        | Venceu    | [ 35 ] |
| 2017 | 6ª Gaon Chart Music Awards  | Canção do Ano – Abril                        | Venceu    | [ 36 ] |
| 2017 | 14ª Korean Music Awards     | Canção do Ano                                | Indicado  | [ 37 ] |
| 2017 | 14ª Korean Music Awards     | Melhor Canção Pop                            | Indicado  | [ 38 ] |

### Prêmios em programas musicais
| Programa           | Data                | Ref.   |
| ------------------ | ------------------- | ------ |
| M Countdown (Mnet) | 5 de maio de 2016   | [ 39 ] |
| M Countdown (Mnet) | 19 de maio de 2016  | [ 40 ] |
| M Countdown (Mnet) | 26 de maio de 2016  | [ 41 ] |
| Music Bank (KBS)   | 6 de maio de 2016   | [ 42 ] |
| Music Bank (KBS)   | 20 de maio de 2016  | [ 43 ] |
| Music Bank (KBS)   | 27 de maio de 2016  | [ 44 ] |
| Music Bank (KBS)   | 3 de junho de 2016  | [ 45 ] |
| Music Bank (KBS)   | 10 de junho de 2016 | [ 46 ] |
| Inkigayo (SBS)     | 8 de maio de 2016   | [ 47 ] |
| Inkigayo (SBS)     | 22 de maio de 2016  | [ 48 ] |
| Inkigayo (SBS)     | 29 de maio de 2016  | [ 49 ] |

## Desempenho nas tabelas musicais

### Tabelas semanais
| Tabela musical (2016–17)                            | Melhores posições |
| --------------------------------------------------- | ----------------- |
| Coreia do Sul (Gaon)                                | 1                 |
| Coreia do Sul (K-pop Hot 100)                       | 1                 |
| Estados Unidos (Billboard World Digital Song Sales) | 3                 |
| Filipinas (Philippine Hot 100)                      | 57                |
| Japão (Japan Hot 100)                               | 23                |

| Tabela musical (2016) | Posição |
| --------------------- | ------- |
| Coreia do Sul (Gaon)  | 1       |

| Tabela musical (2017)         | Posição |
| ----------------------------- | ------- |
| Coreia do Sul (Japan Hot 100) | 71      |
| Coreia do Sul (Gaon)          | 91      |